# Меліллі
Меліллі (італ. Melilli, сиц. Miliddi) — муніципалітет в Італії, у регіоні Сицилія,  провінція Сиракуза.
Меліллі розташоване на відстані близько 570 км на південний схід від Рима, 190 км на південний схід від Палермо, 19 км на північний захід від Сиракузи.
Населення — 13 584 особи (2014).

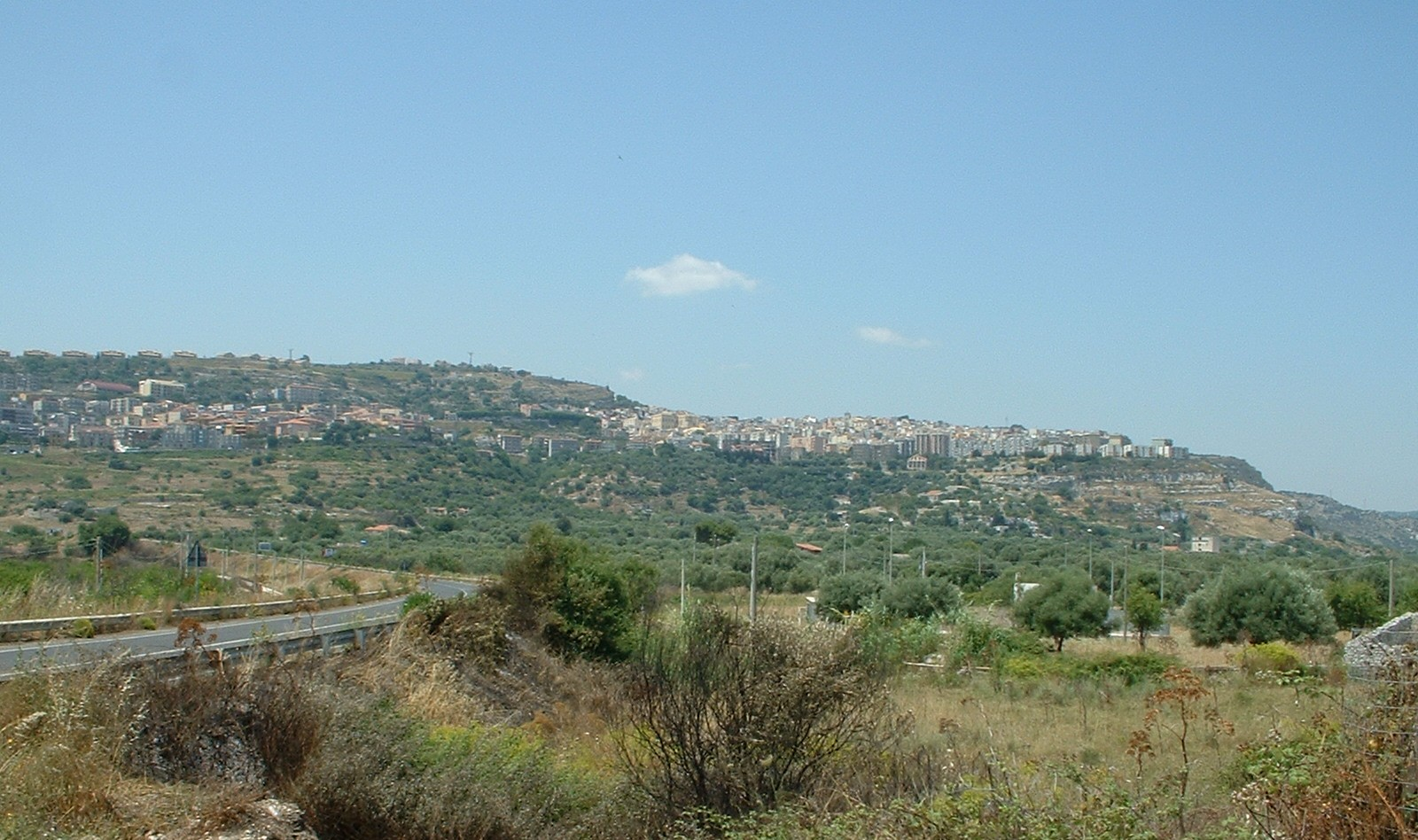

Щорічний фестиваль відбувається 4 травня. Покровитель — San Sebastiano.

## Демографія
Населення за роками:

Станом на 1 січня 2023 року в муніципалітеті офіційно проживало 219 іноземців з 41 країни, серед них 122 громадяни країн Євросоюзу та 8 громадян України.

## Сусідні муніципалітети
- Аугуста
- Карлентіні
- Пріоло-Гаргалло
- Сиракуза
- Сортіно